# Robert Turner (Komponist)
Robert Turner (* 6. Juni 1920 in Montreal; † 26. Januar 2012 in Winnipeg) war ein kanadischer Komponist und Musikpädagoge.

## Leben und Wirken
Turner studierte am McGill Conservatory of Music bei Frank Hanson und Walter Hungerford Klavier und bei Irvin Cooper Komposition. Er setzte seine Studien an der McGill University bei Douglas Clarke und Claude Champagne und 1947 am Colorado College bei Roy Harris fort. Bis 1948 studierte er dann am Royal College of Music bei Herbert Howells und Gordon Jacob und bis 1950 am George Peabody College of Teachers in Nashville/Tennessee, daneben 1949 bei Olivier Messiaen in Tanglewood. In diesem Jahr heiratete er auch die Perkussionistin Sara Scott.
Von 1952 bis 1968 arbeitete er als Musikproduzent bei der CBC Vancouver. Er unterrichtete 1955 bis 1957 an der University of British Columbia, 1968 bis 1969 an der Acadia University und danach bis zu seiner Emeritierung 1985 an der University of Manitoba. Zu seinen Schülern zählten unter anderem T. Patrick Carrabré, Jim Hiscott, Diana McIntosh und Glenn Buhr.

## Werke
- Streichquartett, 1949
- Lament für Flöte, Oboe, Klarinette, Posaune und Klavier 1951
- Two Choral Pieces, 1952
- Streichquartett, 1954
- Opening Night, Theaterouverture, 1955
- Sonata Lyrica für Klavier, 1955
- Sonata für Violine und Klavier, 1956
- Lyric Interlude für Orchester, 1956
- Nocturne für Orchester, 1956
- Little Suite for Harp, 1957
- A Children's Overture für Orchester, 1958
- The Pemberton Valley für Orchester, 1958
- Six Voluntaries für Orgel, 1959
- Four Songs für Tenor und Orchester, 1959
- Robbins' Round für Jazzband, 1959
- Variations and Toccata für Bläser- und Streichquintett, 1959
- Mobile für Schlagzeug, 1960
- Serenade for Woodwind Quintet, 1960
- Symphony for Strings, 1960
- Four Fragments für Bläserquintett, 1961
- Prophetic Song, 1961
- The Third Day, Kantate, 1962
- Fantasia für Orgel, Bläserquintett und Pauken, 1962
- Three Episodes für Orchester, 1963
- The Phoenix and the Turtle  für Mezzosopran, Flöte, Bassklarinette, Streichtrio, Celesta und Harfe, 1964
- Suite in Homage to Melville für Sopran, Alt, Viola und Klavier, 1966
- The Brideship, lyrisches Drama, 1967
- Diversities  für Violine. Posaune und Klavier, 1967
- Trio for Violin, Cello and Piano, 1969
- Fantasy and Festivity, 1970
- Concerto for Two Pianos and Orchestra, 1971
- Eidolons ‘12 Images for Chamber Orchestra’, 1972
- Johann's Gift to Christmas für Erzähler und Orchester, 1972
- Nostalgia für Sopransaxophon und Klavier, 1972
- Chamber Concerto for Bassoon and Seventeen Instruments, 1973
- Variations on ‘The Prairie Settler's Song’, 1974
- Capriccio Concertante für Cello, Klavier und Orchester, 1975
- Streichquartett, 1975
- Lament for Linos  für Piccoloflöte, Klarinette, Klavier, Tonband und Diaprojektor, 1978
- Amoroso Canto, 1978
- Manitoba Memories für Streichorchester, 1981
- Shadow Pieces für Flöte, Posaune, Violine, Cello und Klavier, 1981
- Vile Shadows, Oper, 1982–83
- Symphony in One Movement: ‘Gift from the Sea’, 1983
- Encounters für neun Solisten und Orchester, 1985
- Playhouse Music, 1986
- Time for Three für Mezzosopran, Viola und Klavier, 1986
- Shades of Autumn für Orchester, 1987
- Concerto for Viola, 1987
- Vestiges für Klavier, 1987
- Symphony No. 3, 1990
- Manitoba Memoir für Kammerorchester, 1991
- House of Shadows, 1994
- River of Time, 1994
- Diverti-Memento für Kammerorchester, 1999

| Personendaten    | Personendaten                           |
| ---------------- | --------------------------------------- |
| NAME             | Turner, Robert                          |
| KURZBESCHREIBUNG | kanadischer Komponist und Musikpädagoge |
| GEBURTSDATUM     | 6. Juni 1920                            |
| GEBURTSORT       | Montreal                                |
| STERBEDATUM      | 26. Januar 2012                         |
| STERBEORT        | Winnipeg                                |